# Nílton De Sordi
Nílton De Sordi (Piracicaba, 14 februari 1931 – Bandeirantes, 24 augustus 2013) was een Braziliaans voetballer.
De Sordi speelde 536 wedstrijden tussen 1952 en 1965 als verdediger voor São Paulo FC en scoorde daarin niet. Hij was aanwezig bij de opening van Estádio do Morumbi in 1960.
Hij kwam uit tijdens het Wereldkampioenschap voetbal 1958 toen Brazilië voor het eerst Wereldkampioen werd. Hij speelde alle wedstrijden behalve de finale. Hij werd toen vervangen door Djalma Santos. In totaal speelde hij 22 duels voor Brazilië.
Hij was daarna voetbaltrainer bij kleine clubs in zijn geboorteland.
Na een lange tijd van ziekte (ziekte van Parkinson) is hij in 2013 op 82-jarige leeftijd overleden.
1 Castilho ·
2 Bellini  ·
3 Nílton Santos ·
4 Djalma Santos ·
5 Dino Sani ·
6 Didi ·
7 Zagallo ·
8 Oreco ·
9 Zózimo ·
10 Pelé ·
11 Garrincha ·
12 Gilmar ·
13 Moacir ·
14 De Sordi ·
15 Orlando ·
16 Mauro Ramos ·
17 Joel ·
18 Altafini ·
19 Zito ·
20 Vava ·
21 Dida ·
22 Pepe ·
Coach: Feola